# 아이 하트 다바오
《아이 하트 다바오》(영어: I Heart Davao)는 2017년 6월 26일부터 2017년 8월 18일까지 GMA 네트워크에서 방영된 드라마이다.